# Кристиан фон Шварцбург-Зондерсхаузен
Кристиан фон Шварцбург-Зондерсхаузен (на немски: Christian von Schwarzburg-Sondershausen; * 27 юли 1700 в Зондерсхаузен; † 28 септември 1749 в Зондерсхаузен) е неуправляващ княз на Шварцбург-Зондерсхаузен.
Той е най-малкият син на граф Кристиан Вилхелм I фон Шварцбург-Зондерсхаузен (1647 – 1721) и втората му съпруга херцогиня Вилхелмина Христиана фон Саксония-Ваймар (1658 - 1712), дъщеря на херцог Йохан Ернст II фон Саксония-Ваймар (1627 – 1683) и херцогиня Кристиана Елизабет фон Холщайн-Зондербург-Францхаген (1638 – 1679). По-големите му братя са бездетният Хайнрих (1689 – 1758), от 1740 г. упр. княз на Шварцбург-Зондерсхаузен, и принц Август (1691 – 1750). Най-големият му полурат е бездетният Гюнтер (1678 – 1740), от 1720 г. упр. княз на Шварцбург-Зондерсхаузен.
Той става генерал-лейтенант на Курфюрство Саксония и Кралство Полша и е в двора на Нойщат на Орла. Той умира на 49 години 28 септември 1749 г. в Зондерсхаузен.

## Фамилия
Кристиан се жени на 10 ноември 1728 г. в Зондерсхаузен за принцеса София Христина Еберхардина фон Анхалт-Бернбург-Шаумбург-Хойм (* 6 февруари 1710 в Хауз Цайц; † 26 октомври 1784 в Нойщат на Орла), дъщеря на княз Лебрехт фон Анхалт-Бернбург-Шаумбург-Хойм (1669 – 1727) и втората му съпруга Еберхардина Якоба Вилхелмина фрайин фон Вееде, графиня на Баленщет (1682 – 1724). Те имат децата:
- Гюнтерина Албертина (1729 – 1794)
- Елизабет Рудолфина (1731 – 1771), омъжена на 30 април 1761 г. за граф Йозеф Антон фон Йотинген-Балдерн-Катценщайн (1720 – 1778)
- Гюнтер XLIV (1732 – 1733)
- Фридрих Гюнтер (1733 – 1734)
- Христиан Гюнтер (* 1736, умира като дете)
- Йозефа Еберхардина Адолфа Вилхелмина (1737 – 1788), омъжена 3 август 1752 г. в Нойщат на Орла за граф Георг Албрехт III фон Ербах-Фюрстенау (1731 – 1778)